# Helicoplacoïdeus
Els helicoplacoïdeus (Helicoplacoidea) són una classe extinta d'equinoderms de posició taxonòmica incerta. Van viure al Cambrià inferior.

## Característiques
Els helicoplacoïdeus eren fusiformes i tenien tres ambulacres de forma espiral que formaven part de la teca; les regions interambulacrals estaven cobertes per plaques imbricades disposades espiralment que funcionaven com una armadura i permetien a l'animal expandir-se i contreure's. La boca estava situada en posició lateral. Se suposa que eren sèssils i que vivien enterrats, estenent el cos per a alimentar-se de partícules en suspensió.

## Taxonomia
Es coneixen només tres gèneres d'helicoplacoïdeus:
- Helicoplacus
- Polyplacus
- Westgardella